# 헤비로테이션 (EP)
《헤비로테이션》(중국어 간체자: 无尽旋转, 병음: wújìn xuánzhuǎn 우진쉬안좐[*], 한자음: 무진선전, 無尽旋転)은 중국의 걸 그룹 SNH48의 첫 번째 미니 음반이다.

## 개요
주상 음악(久尚音乐)에서 2013년 6월 13일에 홍판과 남판 두 가지 버전을 발매했다. 특전으로 선발 멤버 생사진 1장(16명 중에서 랜덤으로 1장)이 봉입되어 있다. 노래의 가사는 후렴의 결정적인 대사 이외에는 중국어로 번역되고 있다.
노래의 센터 포지션은 탕민이 맡고 있다.

## 아트 워크
자켓 사진의 멤버는 아래와 같다.
| 홍판 표지 | 쿵샤오인, 둥즈이, 탕민, 장위거, 천관후이 |
| 남판 표지 | 우저한, 장위시, 자오자민, 구샹쥔, 쉬자치 |

## 수록 내용
| #            | 제목                         | 작사                            | 작곡              | 편곡  | 재생 시간 |
| ------------ | ---------------------------- | ------------------------------- | ----------------- | ----- | --------- |
| 1.           | 〈无尽旋转 헤비로테이션〉    | 구루이, 거우칭, 아키모토 야스시 | 야마자키 요       | 4:47  |           |
| 2.           | 〈激流之战 격류의 싸움〉     | 구루이, 거우칭, 아키모토 야스시 | 이노우에 요시마사 | 4:48  |           |
| 3.           | 〈化作桜花樹 벚나무가 되자〉 | 구루이, 거우칭, 아키모토 야스시 | 요코 켄스케       | 5:34  |           |
| 4.           | 〈无尽旋转 伴奏〉            |                                 | 야마자키 요       | 4:47  |           |
| 5.           | 〈激流之战 伴奏〉            |                                 | 이노우에 요시마사 | 4:48  |           |
| 6.           | 〈化作桜花樹 伴奏〉          |                                 | 요코 켄스케       | 5:34  |           |
| 총 재생 시간 | 총 재생 시간                 | 총 재생 시간                    | 총 재생 시간      | 30:15 |           |

| #  | 제목                                                                      | 재생 시간 |
| -- | ------------------------------------------------------------------------- | --------- |
| 1. | 〈无尽旋转 MV〉                                                           |           |
| 2. | 〈激流之战 MV〉                                                           |           |
| 3. | 〈化作樱花树 MV〉                                                         |           |
| 4. | 〈3月31日一期生成员握手会 花絮 3월 31일 1기생 멤버 악수회 비하인드 영상〉 |           |

## 선발 멤버

### 헤비로테이션
(센터: 탕민)
- 천관후이, 천쓰, 다이멍, 딩쯔옌, 둥즈이, 구샹쥔, 장위시, 쿵샤오인, 리위치, 모한, 첸베이팅, 탕민, 우저한, 쉬자치, 장위거, 자오자민

### 격류의 싸움
(센터: 탕민, 자오자민)
- 천관후이, 천쓰, 다이멍, 딩쯔옌, 둥즈이, 구샹쥔, 장위시, 쿵샤오인, 리위치, 모한, 첸베이팅, 탕민, 우저한, 쉬자치, 장위거, 자오자민

### 벚나무가 되자
(센터: 둥즈이)
- 천관후이, 천쓰, 다이멍, 딩쯔옌, 둥즈이, 구샹쥔, 장위시, 쿵샤오인, 리위치, 모한, 첸베이팅, 탕민, 우저한, 쉬자치, 장위거, 자오자민